# 物媒
物媒（英語：fomite）又稱為傳染媒、傳毒物，特指沾染到病原而具有傳染力的非生物物體或物品。此物體本身無害，但因攜帶病原，而具有傳播疫病的能力。